# NANA角色列表
NANA角色列表列出在日本漫畫作品《NANA》及其衍生作品中所出現的角色資料。

## 主角
大崎娜娜（聲：朴璐美／香港：許盈／台灣：蔣篤慧／歌：土屋安娜／電影1・2：中島美嘉）
女主角之一。1981年3月5日生。身高：162cm。體重：43kg。星座：雙魚座。血型：A型
於漫畫第一卷自述「我不知自己出身的地方，也沒有見過父親，更早已忘記了母親的樣子，4歲時來到這海邊的小鎮，被經營小吃店的祖母，惡言惡語撫養長大，現在靠打工養活自己，琢磨夢想的碎片」。
為了實現自己的心願，自北方城市前往東京奮鬥，是龐克搖滾樂團「Black Stones」的女主唱。因為火爆的個性經常被週遭旁人稱呼為「女王」，個性上也常被形容成像隻黑貓。有著抽菸的習慣。因認為自己沒有自信做好母親的身份，一直有服用避孕藥。
在在高中時期被人告發賣春（實際上沒有，第一次是給了蓮），因當時打擊太大並沒有堅決否認，為此激怒祖母使臥病不起，一個月後便去世。
在家鄉由伸夫介紹結識蓮，初次遇見蓮時便對蓮一見鍾情，同時卻更夾雜嫉妒、羨慕、焦躁以及慾望。娜娜深愛著蓮以至於無法自拔，在認識一年後的聖誕節與蓮接吻、開始交往，後來兩人立刻一起生活，在一起的兩年又三個月裡，蓮帶給了娜娜唱歌的快樂、生存的希望。當蓮接受著名樂隊Trapnest的邀約加入為新成員前往東京時，娜娜因自尊心作緒選擇不與蓮一同去東京生活（因為希望有足夠實力後才去東京，不想做個只是依附蓮的女人），分開期間不曾與蓮聯絡。視蕾拉為對手，內心深處一直認為自己在歌唱的魅力不及蕾拉，所以蓮才會選擇去當Trapnest的吉他手。
兩年後的生日當天終於決定獨自上東京發展，在新幹線上遇上另一女主角小松奈奈。其後兩人再次偶遇並合租住宅單位707室。一次奈奈抽到Trapnest演唱會門票，而在樂隊成員阿泰的挑釁之下決心要與蓮徹底斷絕情緣，但與奈奈前往觀看蓮的演出後最終與蓮復合。與高木泰士有極重牽絆，非常依賴他，娜娜雖然常說只是把阿泰當成自己的長兄，但在娜娜最無助時她所最想見、能讓她冷靜下來的人只有阿泰。在獲知蓮死於交通意外後深受打擊。
未來在第42話及第58話中得知她因不明原因而失蹤。在失蹤多年後，留著一頭金髮在英國的一間小店裡駐唱(但過程尚有待劇情交代)。
小松奈奈（聲：KAORI／香港：林元春／台灣：雷碧文／電影1：宮崎葵／電影2：市川由衣）
女主角之一。1980年11月30日生。身長：158cm、體重：46kg。星座：射手座。血型：B型。（通稱：阿八、八子、八公）
容易對人產生好感，時常喜歡上不同的男人（被戲稱為 一見鍾情達人）。與有婦之夫淺野先生曾有不倫戀，這次失戀帶給奈奈很大衝擊。後來入讀專科美術學院，透過朋友淳子認識章司，開頭決心與章司保持友宜關係。在得知淳子要去東京考美術大學，也決心跟隨，可惜考了多間仍是落榜。因為在東京去留問題，與章司發生爭執，但當晚與章司修好並發展成愛情關係。與章司約定會留在老家儲定東京生活的資金，待章司一年後考上大學，才前往東京並找一份能養活自己的工作，展開獨立生活。一年後章司告訴奈奈成功考上大學，她當晚立刻乘坐新幹線去東京。
在新幹線上遇到另外一位女主角大崎娜娜。娜娜覺得她像小狗一樣，看起來乖巧聽話，但會給人添麻煩（語出單行本第二集第三話），因此給她取了個像是寵物用的綽號「八公」（ハチ，此名源自日本有名的忠犬八公（ハチ公）），也順便和自己的NANA（日文中的「七」）區別。曾被娜娜形容「又天真又難應付」、「又任性又愛哭又愛撒嬌，具有異常的戀愛體質，兼且朝三暮四，來到東京不到半年卻已換了三個男人。卻仍然保持清純，真是個不可思議的女人。」
與章司分手後不久，與Trapnest成員巧（或譯拓實）發生關係。後來由於與伸夫交往，所以決定與巧了斷。卻在與伸夫交往期間發現自己懷孕，選擇與伸夫分手，並計劃與巧結婚因而搬離707室。婚後改名為一之瀨奈奈。雖然與真一經常上演母子情境劇，但確實十分關心真一如同自己的兒子。
未來與巧分居中但未離婚，從事和服相關工作。育有一子一女，兒子名為蓮，女兒名為皋，是本城蓮生前取的名字，與奈奈在日本。

## Black Stones樂團
團名是由一個香煙品牌取的，一般簡稱「BLAST」。最初成員為娜娜，泰士，伸夫和蓮，在家鄉時是挺有名氣的地下樂團。後來隨著蓮離開樂隊，造成樂團一度解散。娜娜去東京發展後，樂團重新組合復出，由真一填補蓮的團員空缺。樂團表演受到GAIA MUSIC的人員賞識，但高層卻沒有讓他們出道的意思。當娜娜和蓮的戀情曝光後，BLACK STONES人氣急升，最後成功出道。
高木泰士（聲：川原慶久／香港：梁志達／台灣：陳旭昇／電影1・2：丸山智己）
4月生。身高：185cm、體重：72kg。血型：A型。
樂團鼓手及團長，大多人稱阿泰，是一手創立Black Stones的人，深受周遭的人信賴。蓮曾經開玩笑表示阿泰是因為頭上有一塊十元硬幣大小的禿頭，所以將頭髮全部剃光。原本是律師事務所的實習律師，為娜娜擱置理想而到東京，使Black Stones能齊心全力為出道奮鬥。高中時曾和蕾拉交往過一年左右；與詩音是從高中就認識的朋友，關係曖昧；後與美雨有戀人關係。和蓮是從小在孤兒院認識的朋友，並很重視與蓮的友誼。蓮曾說過：「從小到大只要是我想要的東西，他什麼都會讓給我，但只有娜娜，他不肯讓給我。」
寺島伸夫（聲：關智一／香港：陳卓智／台灣：李景唐／電影1・2：成宮寬貴）
1981年1月23日生。身高：167cm、體重：52kg。星座：水瓶座。血型：A型。
樂團吉他手，也擔任作曲的工作。是娜娜的高中同學。由於性情溫柔和善，人際關係不錯。是旅館業者之子，但放棄繼承，追隨娜娜的腳步前往東京。曾與奈奈交往，因奈奈懷孕選擇了巧而分手。分手後，與同一經紀公司的AV女星香阪百合交往。多年後，伸夫回鄉接手經營老家的旅館，且依然在意奈奈。
岡崎真一（聲：石田彰／香港：張裕東／台灣：劉傑／電影1：松山研一／電影2：本乡奏多）
1985年11月1日生。身高：164cm、體重：50kg、星座：天蠍座。血型：AB型。
重組後頂替蓮的貝斯手，是個身世坎坷的美少年，年紀雖輕卻有敏銳的洞察力。與其父親及長兄關係惡劣，疑似是母親在外的私生子。與年長女性有援助交際的行為，教授其一切惡習的是名叫凌子的空中服務員。視奈奈如母親，喜歡向她撒嬌。與蕾拉有金錢往來性行為，其後動了真感情，但被巧察覺警告後而停止。與凌子吸食大麻被捕，導致樂團活動停擺。獲釋後決心振作，並向蕾拉許諾成年後會再去找她。但隨著蓮過身、蕾拉精神崩潰後，未來似乎沒能再續。

## Trapnest樂團
團名由巧取的，團名裡的「trap」是英語的陷阱，「nest」在英語裡是巢穴的意思。而Trapnest為兩個詞的合體，意思是無法靠自身力量逃脫充滿陷阱的巢穴。Trapnest是日本超人氣樂團，每張唱片也賣出白金銷量，當中以蕾拉和蓮人氣最高。Trapnest的曲全部由蓮所作再由巧編曲。由於巧認為太多非音樂工作會令人減少注重音樂，所以很少出席非音樂相關工作（如綜藝節目和紅白歌會）。
團員全部十分富裕（例如蕾拉給真一的10萬日元，巧住的公寓豪華裝修），而且和Black Stones樂團關係密切。後期因為蓮發生交通意外身亡，對樂團造成打擊。
芹澤蕾拉（聲：平野綾／香港：鄭麗麗／台灣：傅其慧／歌：OLIVIA／電影1・2：伊藤由奈）
1978年11月1日生。身高：164cm、體重：48kg。星座：天蠍座。血型：AB型。
樂團女主唱，也擔任歌詞編寫的工作，是美日混血兒（對外則宣稱純正日本人），常被暱稱為「公主」。從小就非常喜歡巧，認識阿泰以後漸漸被阿泰吸引，然而巧依然沒有任何表態，便開始與阿泰交往，後因到東京發展，曾希望阿泰開口挽留但最後還是以分手收場。一直知道蓮有吸毒，有嘗試阻止。與真一有介於援助交際與姊弟戀之間的曖昧關係。和真一分手後，心情低落，在情人節的時候，向巧哭訴，之後才知道自己在他的心中無可取代（71話）。蓮逝世後因為打擊過度而失憶，陷入低潮。未來與巧搬到英國居住。
一之瀨巧（聲：森川智之／香港：李錦綸／台灣：李景唐／電影1・2：玉山鐵二）
1977年12月12日生。身高：183cm、體重：67kg。星座：射手座。血型：O型。
樂團貝斯手兼團長，擁有優秀的編曲技巧。成長於不完美的家庭，父親嚴重酗酒，母親病倒後長年臥病不起，姊姊在母親病倒後開始學壞，但中學畢業後的姊姊決定一肩扛起家裡的重擔，後來在20歲時奉子成婚，巧氣得將對方狠狠揍了一頓。當時被蕾拉戲稱「戀姐情結」。
一開始的確對奈奈抱著一夜情的心態，但與伸夫爭執後，開始產生忌妒與焦躁感。得知奈奈懷孕後，直言「無論是誰的，只要奈奈想生，我都會承認並且照顧她！」。確定奈奈的立場後，詢問「要結婚嗎？」，之後便在白金買了新宅，但實際上並沒有入籍；為了掩蓋蓮和娜娜之間的緋聞，以自己的新聞與八卦雜誌社交換，於是與奈奈入籍。 對於巧來說為了工作可以犧牲掉所有一切，但巧心底其實也想做一個普通的父親，給自己的孩子與奈奈一個幸福的家庭。
巧包容著奈奈的每一面，曾點破奈奈「一寂寞就馬上與男人發生關係」。即便奈奈是這樣子的個性，巧依然接受。雖然情婦、愛人數不勝數，但真心喜歡的只有奈奈一人。就算是婚後聽見奈奈提起別的男人，依然會一秒變臉。
一直知道蓮有吸毒，但認為沒有太大問題，直至蓮開始受毒品影響身體受損，開始擔心並揍了CookieMusic 社長一拳警告不要再給蓮毒品。與奈奈有一个兒子一个女兒。未來篇中帶著兒子（但漫畫有說假期結束媽媽會把他帶回去？！）蓮與奈奈分居兩地，並依然照顧著因蓮去世打擊太大而失憶的蕾拉。
本城蓮（聲：木內秀信／香港：雷霆／台灣：劉傑／電影1：松田龍平／電影2：姜暢雄）
1979年10月12日生。身高：182cm、體重：64kg。星座：天秤座。血型：A型。
蓮一出生就被遺棄在港口的倉庫街上，但他認為這是一件驕傲的事，視倉庫街為自己的原點。和阿泰在同一所孤兒院長大。個性其實意外的愛撒嬌，遇見娜娜之前時常亂搞，和娜娜在一起後收斂並且專一（娜娜曾形容蓮對自己千依百順），也希望有天可以有自己的孩子，甚至歡迎溫馨的家庭。雖被人稱為天才，但其實從小由孤兒院溜出來後用撿來的吉他每晚苦練出來的。
娜娜的戀人，兩人訂婚，但沒有入籍。似乎在第一次離開娜娜後太大壓力，於是開始吸食毒品，在蕾拉、阿泰、巧多次勸導之下為了自己、娜娜和Trapnest開始慢慢戒毒，但也因為和娜娜各種衝突不斷導致戒毒過程並不順利，後來出現了包含手部不受控制的負面影響，對吉他手的蓮無疑是重擊。蓮原本是Black Stones的貝斯手，但受巧多次邀請，被阿泰說服最終加入另一樂團Trapnest到東京發展並從此走紅，人氣很高，在Trapnest擔任吉他手和作曲（據阿泰言蓮作完的曲，會被巧再編一次，是為了令蕾拉的歌發揮最好，所以從不介懷）。和巧及蕾拉是從國中時代就認識的朋友，和蕾拉都是可以為了Trapnest捨棄最重要東西的同志。
非常深愛娜娜，遇見娜娜以後在彼此身上找到歸屬與救贖，多次透露「此生除了娜娜以外不可能愛上別的人」。雖然十分重視、信任阿泰，卻也時刻擔憂娜娜的心會被阿泰奪走，對阿泰直言「即便自己死了也不會把娜娜給阿泰」。為了將阿泰從娜娜心中趕出而向娜娜提出求婚，並對蕾拉坦言「自己真的很想殺死娜娜，這樣一來娜娜將會永遠屬於自己」。不只一次對娜娜做出勒喉的舉動，也問過娜娜「要是我真的殺了妳，怎麼辦？」，娜娜只回答一句「會在冥河等你」。
漫畫第77話與第78話中，再度接觸毒品而出現幻覺，於娜娜生日的前一天冒著雪駕車接蕾拉，結果遭狗仔隊追蹤死於交通意外。蓮的死亡造成樂團運作一度停擺，後續奈奈與巧為了紀念他，將夫妻倆所生的兒子命名為「蓮」。
藤枝直樹（聲：勝杏里／香港：梁偉德／台灣：陳旭昇／電影1・2：水谷百輔）
身高：178cm、體重：65kg。血型：B型。
樂團鼓手，Trapnest第二任鼓手，期待看到巧心中計畫的全貌。私底下與阿泰保持很好的友誼。后来居住在英国，有一个女儿。

## 四海公司
都築舞（聲：金井美香／香港：何璐怡／PS2遊戲：田村由香里）
使用娜娜同母異父的妹妹的名字「上原美里」，從Black Stones成立以來就一直追隨的歌迷，後來成為在樂團所屬經紀公司四海公司工作的助理。舞的祖父實為娜娜祖母大崎美雪的情人，祖父去世後從他的日記與信件得知娜娜的身世，且因為覺得自己和娜娜身世立場相似，她在萬念俱灰之際終於找到生存的意義而成為娜娜忠實的信徒。
諸星銀平（聲：立木文彥／香港：伍博民／台灣：劉傑／PS2遊戲：竹本英史）
Black Stones樂團的經紀人，綽號「阿銀」。私底下有同性戀傾向，對泰士有莫名的崇拜，溺愛真一。
篠田美雨（聲：千葉紗子／香港：曾秀清／台灣：雷碧文）
綽號「美美」，長相甜美，是四海公司所屬的女演員，Black Stones團員們的室友之一，很會打麻將。有敏銳的洞察力，後來成為泰士的女朋友。有憂慮症的頃向，手腕上有許多割痕。在和泰士交往過後並向奈奈透露自己再也不會割腕，因為泰士會難過。
香坂百合（聲：すほうれいこ／香港：謝潔貞／台灣：傅其慧）
本名為松本朝海，四海公司所屬的AV女演員，也是與Black Stones團員們同住一棟樓的室友之一。在伸夫與奈奈分手後，與伸夫發展為戀人關係。極度討厭奈奈。
金本豪（聲：若本規夫／香港：潘文柏）
Black Stones樂團所屬製作公司「四海」的社長。
山岸（香港：葉振聲）
四海公司員工宿舍一樓門口的警衛。
杉村清
百合的經紀人。
小瞬
美雨的經紀人。
日高修
四海公司所屬的司機。

## Cookie Music
Trapnest所屬的經紀公司；從多次對話中得知規模很小；沒有Trapnest公司就不能繼續營運
成田充（聲：速水獎／香港：陳欣）
社長。經常提供毒品給蓮，蓮死後從漫畫畫面似乎十分後悔。曾被巧打了一拳並警告不要再給蓮毒品。
笠井秀樹（聲：勝沼紀義／香港：潘文柏）
竹田（聲：三戶耕三／香港：翟耀輝→黃榮璋／台灣：劉傑）
Trapnest樂團的經紀人，綽號「竹竹」。
木下（聲：高戶靖廣／香港：曹啟謙）
Trapnest樂團所屬經紀公司的助理人員，曾幫蓮照顧他的古董野馬跑車（Shelby Mustang）。
麻里（聲：豐口惠／香港：梁少霞／台灣：雷碧文）
Trapnest樂團所屬經紀公司的助理人員；從法學院畢業。被蓮戲稱蕾拉的保姆。經常配戴一幅造型眼鏡

## SEARCH周刊
橫山
總編輯。
新井良行
副總編輯。
工滕（聲：田中正彥／香港：朱子聰)
娛樂版主任。
倉田稔（聲：千葉進步／香港：黃榮璋)
攝影師，一直拼命追查Trapnest與Blast，但其實是個有良心的攝影師。蓮於交通意外時，為他報警，此外娜娜於英國消息是由他放入707室信箱，期後離任。
三宅（聲：四宮豪／香港：蕭徽勇）
記者，曾因採訪娜娜與蓮交往而被泰襲擊。在蓮要去接蕾拉的雪夜路上一直跟蹤蓮，蓮為甩開而發生意外。當下為脫離責任，立刻逃跑而未立即報警。
菅原文江
編集部唯一的女性。30歳。當下為脫離責任，立刻逃跑而未立即報警。

## 奈奈的親友
早乙女淳子（聲：本田貴子／遊戲：淵崎有里子／香港：陸惠玲／台灣：傅其慧／演員：能世安奈）
奈奈的高中同學與死黨，因為常對奈奈訓話，所以被戲稱是奈奈的媽媽，漫畫單行本後附的番外篇「淳子的部屋」之媽媽桑。
高倉京助（聲：諏訪部順一／遊戲：うえだゆうじ／香港：黃榮璋／台灣：陳旭昇／演員：高山猛久）
章司的死黨，後來成為淳子的戀人。
小松奈津子（聲：平松晶子／香港：雷碧娜／台灣：蔣篤慧／演員：宮崎美子）
奈奈的母親。
小松五郎（聲：石塚運昇／香港：林保全）
奈奈的父親。
小松奈美（聲：ちか／香港：曾秀清／台灣：傅其慧）
奈奈的妹妹，是個作109辣妹裝扮的短大學生。
小松奈緒（聲：岡村明美／香港：陸惠玲／演員：紺谷みえこ）
奈奈的姊姊。
一之瀨皐（聲：加藤優子／香港：程文意／台灣：林美秀）
奈奈與巧的女兒。名字是莲取的，现与奈奈一起居住在日本。
一之瀨蓮
（74話出現的小孩），奈奈與巧的兒子，為了紀念蓮所以取了相同的名字，怕父親寂寞暑假時會去英國找父親，蕾拉生病後只唱蓮彈的吉他。

## 娜娜的親友
上原美里（聲：金井美香／香港：何璐怡／台灣：傅其慧）
娜娜的同母異父妹妹。是娜娜的忠實歌迷，為了見娜娜一面，不惜矇騙父母，搭上新幹線去東京。直到後來才知道娜娜竟然是自己同母異父的姊姊，對拋棄娜娜的母親很不諒解。
上原美鈴（香港：袁淑珍）
娜娜的親生母親，曾一度被Search採訪，對於娜娜的存在一直抱持逃避態度。
大崎美雪
娜娜的外祖母，美玲的母親。

## 其他
結城詩音
Blast歌迷會的團長，由Brute時代開始追隨，與泰有曖昧關係。稱泰士為「泰」
對於詩音來說「只要是泰愛的，她全部都愛。」、「只要是為了泰，不管是救人還是殺人，她也在所不惜。」
遠藤章司（聲：高橋廣樹／香港：伍博民／台灣：李景唐／PS2遊戲：前田剛／演員：平岡祐太）
奈奈在美術學校中認識的男友，也是前往東京生活的主因。在東京打工的地方劈腿同事幸子。是奶奶養大的孩子。
川村幸子（聲：小島惠／香港：何璐怡／台灣：傅其慧／PS2遊戲：鈴木真仁／演員：紗榮子）
生日：5月5日   星座：金牛座
章司在餐廳打工時認識的美術大學同系同學，並因她而與奈奈幻想的情敵「虛擬幸子」一樣，但實際上卻是完全不同性格的人物。
西本（聲：遊佐浩二／香港：劉昭文)
奈奈與巧位於白金台住處的櫃臺警衛，曾在娜娜探訪奈奈時，因保護住戶隱私的原因以奈奈的單位是空室的理由，將娜娜趕走。
淺野崇（聲：田中秀幸／香港：黃啟昌／台灣：劉傑）
奈奈在高中時交往的外遇已婚男子，因為工作臨時派駐在鄉下的上班族。
岡本老師
在奈奈就讀的高中任職的美術老師，奈奈暗戀的對象。
錄影帶店的中村（香港：翟耀輝／台灣：劉傑）
奈奈打工的錄影帶店店員。
安藤先生（聲：緒方賢一／香港：黃子敬）
房屋仲介業者，介紹奈奈租下「707號房」的老先生。也是建議兩人一同合租707室的人。
橫井（香港：劉昭文）
房屋仲介業者，介紹娜娜參觀707號房，但卻因為說錯話被娜娜痛罵一頓的年輕仲介業務。
山田小姐（香港：蔡惠萍）
707號房隔壁的房客。
佐藤公一（聲：藤井啓輔／香港：劉昭文／台灣：劉傑／PS2遊戲：櫻井孝宏）
奈奈與朋友們常去的酒吧「Jackson Hole」的店長，是現實中真實存在的人物。
虛擬幸子（香港：謝潔貞）
是奈奈與章司幻想出來、章司在東京花心的對象，想像中是個喜歡高價名牌精品、夜夜需索無度的美豔女性。
水越誠一（聲：濱田賢二／香港：陳廷軒／台灣：陳旭昇／PS2遊戲：前田剛）
奈奈打工的復古家具店「Sabrina」的店長。
坂上小姐（香港：蔡惠萍）
奈奈打工的出版社之女性主管。
森尾美加（港：謝潔貞）
Black Stones樂團的隨團髮型師。37歲已婚。
阿政（港：黃榮璋）
Black Stones樂團的形象設計師。
川野高文（香港：林保全／台灣：李景唐）
蓋亞唱片（Gaia Records）的製作人，因為賞識Black Stones樂團的表現而與他們簽約並將其推向走紅之路的專業音樂人，是位善良和值得信賴的人。Black Stones的團員私底下稱呼他為「貍貓」。
西本（香港：劉昭文）
蓋亞唱片的發行部長，被Blast的團員私下稱呼為「狐狸」。
松尾（香港：葉振聲）
蓋亞唱片的製作人，負責Blast的錄音工作。
柏木凌子（香港：張頌欣）